# Heliotropium halame
Heliotropium halame är en strävbladig växtart som beskrevs av Pierre Edmond Boissier och Buhse. Heliotropium halame ingår i Heliotropsläktet som ingår i familjen strävbladiga växter. Inga underarter finns listade i Catalogue of Life.